# Estação Nunes Valente
A Estação Nunes Valente será uma das futuras estações do Metrô de Fortaleza, localizada na Avenida Santos Dumont entre as ruas Nunes Valente e Tibúrcio Cavalcante, no bairro Aldeota, em Fortaleza, capital do Estado do Ceará, na Região Nordeste do Brasil.
Quando concluída, integrará a Linha Leste, atualmente em construção, e será administrada pela Companhia Cearense de Transportes Metropolitanos (Metrofor).

## Histórico
Com o reinicio das obras da Linha Leste em 2019, um trecho da Avenida Santos Dumont, entre as ruas Tibúrcio Cavalcante e Nunes Valente, foi interditado, no dia 27 de outubro daquele ano para a instalação do canteiro de obra da estação Nunes Valente. A interdição provocou mudanças nos sentidos de ruas próximas e a alteração do itinerário de 26 linhas de ônibus que trafegavam pela região.
No dia 29 de julho de 2023 o tráfego de veículos e pedestres da rua Nunes Valente, próximo a estação, foi liberado, representando um avanço nas obras da linha leste após um período de ritmo lento.  Alguns meses depois, foi a vez do trecho da rua Tibúrcio Cavalcante ser liberado no dia 27 de novembro de 2023.

## Característica
A Estação Nunes Valente está inserida no eixo da Avenida Santos Dumont, entre as ruas Nunes Valente e Tibúrcio Cavalcante, próximo a Avenida Barão de Studart, importante corredor de transporte rodoviário da região.
Estação subterrânea com plataformas sobrepostas, estrutura em concreto aparente, portas de embarque nas plataformas, sistemas de sonorização, telas na plataforma que mostram os destinos de trens, horário de chegada da próxima composição além de outras informações e mensagens como o horário de funcionamento do metrô de Fortaleza, as integrações como os outros sistemas nos terminais intermodais, vídeos com informações turísticas, informações de utilidade publica como também publicidades e acessibilidade para pessoas portadoras de necessidades especiais.